# Leptomiopteryx argentina
Leptomiopteryx argentina är en bönsyrseart som beskrevs av Max Beier 1930. Leptomiopteryx argentina ingår i släktet Leptomiopteryx och familjen Thespidae. Inga underarter finns listade i Catalogue of Life.